# Filmåret 1891

## Födda
- 1 januari – Charles Bickford, amerikansk skådespelare.
- 2 januari – Eric Engstam, svensk sångtextförfattare, vissångare och skådespelare.
- 23 januari – John Hilke, svensk skådespelare.
- 2 februari – Harald Wehlnor, svensk skådespelare.
- 8 mars – Sam Jaffe, amerikansk skådespelare.
- 10 mars – Greta Fock, svensk skådespelare.
- 16 mars – Jules Gaston Portefaix, svensk skådespelare och manusförfattare.
- 2 april – Nils Dahlgren, svensk skådespelare.
- 15 april – Wallace Reid, amerikansk skådespelare.
- 21 april – Olav Riégo, svensk skådespelare.
- 2 maj – Ingeborg Bengtson, svensk skådespelare.
- 21 maj
  - Gustaf Boge, svensk filmfotograf.
  - Maja Cassel, svensk skådespelare och operasångerska.
- 31 maj – Martin Ericsson, svensk skådespelare.
- 13 juni – Harry Roeck-Hansen, svensk skådespelare och teaterdirektör.
- 17 juli – Per Håkansson, svensk filmproducent och produktionschef vid AB Svea Film.
- 8 augusti – Karl Jonsson, svensk kamrer, inspicient, ateljékamrer vid Svensk Filmindustri.
- 17 augusti – Hugo Jacobson, svensk operettsångare och skådespelare.
- 7 september – Tor Wallén, svensk skådespelare och korist.
- 13 september – Nita Hårleman, svensk skådespelare.
- 14 september – Semmy Friedmann, svensk skådespelare.
- 29 september – Gerda Björne, svensk skådespelare.
- 1 oktober – Dagmar Ebbesen, svensk skådespelare och sångerska.
- 21 oktober – Edith Wallén, svensk skådespelare.
- 9 december – Ollars-Erik Landberg, svensk skådespelare.
- 15 december – Mary Gräber, svensk skådespelare.

## Avlidna
- 16 januari – Léo Delibes, fransk filmmusikkompositör.

## Årets filmer
- Dickson Greeting[1]
- Duncan and Another, Blacksmith Shop[2]
- Duncan or Devonald with Muslin Cloud[3]
- Duncan Smoking[4]
- Men Boxing[5]
- Monkey and Another, Boxing[6]
- Newark Athlete[7]

### Fotnoter
1. ↑  IMDB, läst 1 mars 2012
2. ↑  IMDB, läst 1 mars 2012
3. ↑  IMDB, läst 1 mars 2012
4. ↑  IMDB, läst 1 mars 2012
5. ↑  IMDB, läst 1 mars 2012
6. ↑  IMDB, läst 1 mars 2012
7. ↑  IMDB, läst 1 mars 2012